# Black Spot (Fernsehserie)
Black Spot (englisch für schwarzer Fleck, Originaltitel Zone Blanche, französisch für weiße Region, meint Funkloch) ist eine französisch-belgische Krimi-Thrillerserie von Mathieu Missoffe. In Belgien hatte sie Erstausstrahlung am 9. März 2017 auf dem Sender La Une, in Frankreich am 10. April auf France 2. Die zweite Staffel begann auf La Une am 4. Februar 2019 und auf France 2 am 11. Februar.
International erschien die erste Staffel auf Prime Video am 27. Januar 2018 und die zweite Staffel am 14. Juni 2019 auf Netflix.

## Handlung
Da die französische Stadt Villefranche, die abgelegen in einem Funklochgebiet umgeben von 20.000 Hektar Wald in den Vogesen liegt, sechsmal so viele Morde wie in der Umgebung aufweist, kommt der Staatsanwalt Franck Siriani, der auf eine persönliche Rache an dem Bürgermeister Steiner aus ist, in die Stadt, um sich die Arbeit der Polizei, die nur aus drei Polizisten um Major Laurène Weiss besteht, anzuschauen. Diese war vor zwanzig Jahren im Wald entführt und angekettet worden, worauf sie sich, um sich zu befreien, selbst zwei Finger hatte abschneiden müssen, und begibt sich immer noch nachts auf die Suche nach dem Entführer. Seit sechs Monaten ist außerdem die Tochter des Bürgermeisters verschwunden, die schließlich zum Ende der ersten Staffel tot aufgefunden wird. Während Laurènes Tochter Cora die Umweltaktivistengruppe „Kinder von Arduinna“, die den Wald gegen die Machenschaften von Steiners Vater beschützen, entdeckt und sich ihnen anschließt, führt in der zweiten Staffel Laurènes Suche sie zu dem keltischen Gott Cernunnos, dem gehörnten Herrn des Waldes und der Tiere.

## Episodenliste

### Staffel 1
| Nr. | Deutscher Titel                  | Originaltitel                    | Erstausstrahlung BEL | Deutschsprachige Erstausstrahlung (D) | Regie                            | Drehbuch                                                 |
| --- | -------------------------------- | -------------------------------- | -------------------- | ------------------------------------- | -------------------------------- | -------------------------------------------------------- |
| 1 | Wenn man in die Stadt kommt      | Quand on arrive en ville         | 9. März 2017         | 27. Jan. 2018                         | Thierry Poiraud & Julien Despaux | Mathieu Missoffe                                         |
| Staatsanwalt Siriani kommt nach Villefranche, um sich die Arbeit der Polizeiwache um Major Laurène Weiss anzuschauen. Eine Frau wird im Wald aufgehängt gefunden; zuvor hatte sie seit kurzem als Krankenschwester den Mann gepflegt, der sie vor fünf Jahren vergewaltigt haben soll.                                                                                                   |                                  |                                  |                      |                                       |                                  |                                                          |
| 2 | Wovon Wölfe träumen              | À quoi rêvent les loups?         | 9. März 2017         | 27. Jan. 2018                         | Thierry Poiraud & Julien Despaux | Mathieu Missoffe                                         |
| Laurène findet von einem Wolf geführt im Wald ein Baby, das aus einem Krankenhaus entführt wurde. Doch wenig später wird es auch aus der Polizeiwache entführt. |                                  |                                  |                      |                                       |                                  |                                                          |
| 3 | Am Abgrund                       | En abyme                         | 16. März 2017        | 27. Jan. 2018                         | Thierry Poiraud & Julien Despaux | Mathieu Missoffe                                         |
| Ein Mann kehrt nach einer Tour aus der Höhle verstört zurück und behauptet, seine Freundin sei noch dort. Doch die Ermittlungen können deren Existenz zunächst nicht bestätigen. Schließlich steigt Laurène mit Ferrandis selbst hinunter. Laurènes Tochter Cora findet durch Graffiti eines keltischen Symbols zu der Aktivistengruppe „Kinder von Arduinna“.                           |                                  |                                  |                      |                                       |                                  |                                                          |
| 4 | Wir gehen nicht mehr in den Wald | Nous n’irons plus au bois        | 16. März 2017        | 27. Jan. 2018                         | Thierry Poiraud & Julien Despaux | Mathieu Missoffe, Florent Meyer & Antonin Martin-Hilbert |
| In Villefranche ist die Nachtwache ein traditionelles Ritual zum 18. Geburtstag, bei der die entsprechende Person von den älteren Jugendlichen eingeweiht wird und eine Nacht im Wald verbringen muss. Diesmal wird am nächsten Morgen einer der Jungen tot gefunden. |                                  |                                  |                      |                                       |                                  |                                                          |
| 5 | Das Ende des Wegs                | Le bout de la route              | 23. März 2017        | 27. Jan. 2018                         | Thierry Poiraud & Julien Despaux | Mathieu Missoffe, Florent Meyer & Antonin Martin-Hilbert |
| Nachdem eine Diebesbande in der Bar „Eldorado“ aufgetaucht ist und geschossen hat, wird eine Straßensperre eingerichtet und die Bürger bewaffnen sich. Laurène versucht herauszufinden, welchem Zweck ihr Aufenthalt diente und ob jemand aus Villefranche früher zu der Bande gehörte. Cora und Roman beobachten, wie Steiners Männer in LKWs Fässer mit Chemieabfällen transportieren. |                                  |                                  |                      |                                       |                                  |                                                          |
| 6 | Düstere Helden                   | Sombres héros                    | 23. März 2017        | 27. Jan. 2018                         | Thierry Poiraud & Julien Despaux | Mathieu Missoffe, Florent Meyer & Antonin Martin-Hilbert |
| Während ein Kindheitsfreund des Bürgermeisters mit einer Ehrenmedaille ausgezeichnet wird, begeht seine Frau Selbstmord. Die Ermittlungen zu ihrem Beweggrund und den dunklen Geheimnissen des Helden werden vom Bürgermeister Bertrand Steiner behindert. |                                  |                                  |                      |                                       |                                  |                                                          |
| 7 | Das Geheimnis hinter dem Fenster | Le secret derrière la fenêtre    | 30. März 2017        | 27. Jan. 2018                         | Thierry Poiraud & Julien Despaux | Mathieu Missoffe, Florent Meyer & Antonin Martin-Hilbert |
| Der Vater eines geistig behinderten Jungen wird tot aufgefunden und zugleich eine Erpressung aufgedeckt. Siriani lässt Bertrand festnehmen, der über das Verschwinden seiner Tochter falsche Angaben gemacht hat. |                                  |                                  |                      |                                       |                                  |                                                          |
| 8 | Jedes Ende ist ein Neuanfang     | La fin n’est que le commencement | 30. März 2017        | 27. Jan. 2018                         | Thierry Poiraud & Julien Despaux | Mathieu Missoffe                                         |
| Marion Steiners Leiche wird im Moor gefunden. Polizistin Camille, die Gerald Steiners Spionin war, erschießt Laurène und bedroht später auch Cora, die wiederum Camille töten kann. Von Moos bedeckt erwacht Laurène plötzlich wieder. Steiner enthüllt dem Gemeinderat die Partnerschaft mit „Centurion Environment“ im Steinbruch.                                                     |                                  |                                  |                      |                                       |                                  |                                                          |

### Staffel 2
| Nr. | Deutscher Titel             | Originaltitel                      | Erstausstrahlung BEL | Deutschsprachige Erstausstrahlung (D) | Regie           | Drehbuch                                  |
| --- | --------------------------- | ---------------------------------- | -------------------- | ------------------------------------- | --------------- | ----------------------------------------- |
| 1 | Wie wir jetzt leben: Teil 1 | Comment nous vivons maintenant (1) | 4. Feb. 2019         | 14. Juni 2019                         | Thierry Poiraud | Mathieu Missoffe & Antonin Martin-Hilbert |
| Ein Fahrer von Steiners Arbeiter im Steinbruch wird umgebracht und der Verdacht fällt auf die Kinder von Arduinna. Außerdem taucht der Schädel eines antiken Römers auf. Ein Historiker erzählt Laurène von einer in der Gegend verschwundenen Legion und dem keltischen Gott Cernunnos. |                             |                                    |                      |                                       |                 |                                           |
| 2 | Wie wir jetzt leben: Teil 2 | Comment nous vivons maintenant (2) | 4. Feb. 2019         | 14. Juni 2019                         | Thierry Poiraud | Mathieu Missoffe & Antonin Martin-Hilbert |
| Als ein zweiter Fahrer tot gefunden wird, verbinden sich die Fälle: Die Toten waren gemeinsam hinter einem antiken Schatz her. Siriani befragt Cora, die ihm von den Fässern erzählt. In Trauer um Marion fährt Bertrand mit dem Auto in einen Graben. |                             |                                    |                      |                                       |                 |                                           |
| 3 | In einem anderen Leben      | Dans une autre vie                 | 11. Feb. 2019        | 14. Juni 2019                         | Thierry Poiraud | Florent Meyer                             |
| Weil Bewohner der Stadt von einem Bienenschwarm angegriffen werden, kommt die Umweltinspektorin Delphine Garnier her. Die Polizei findet eine von Bienen bedeckte Leiche, doch jemand anderes gibt sich für diese Person aus. Ein verängstigter Züchter aus dem Wald sagt Laurène, er sei von Cernunnos angegriffen worden, der bald zurückkehren würde; dieser habe auch Laurène vor zwanzig Jahren entführt und sie im Wald wieder ins Leben gebracht. Später wird der Mann in der Zelle umgebracht.            |                             |                                    |                      |                                       |                 |                                           |
| 4 | Mondsüchtig                 | Coup de lune                       | 11. Feb. 2019        | 14. Juni 2019                         | Thierry Poiraud | Juliette Soubrier                         |
| Während des Vollmonds herrscht Chaos in der Stadt. Eine Frau, die psychisch terrorisiert wird, bringt Laurène dazu, einen alten Fall zu betrachten, bei dem sie Fehlverhalten von Hermann aufdeckt. Dieser beginnt, auf eigene Faust zu handeln und Camilles Geist zu sehen. Cora sucht nach der Person, die den Kindern von Arduinna ihre Befehle gibt. Siriani erwirkt eine Durchsuchung am Steinbruch, wo er eine illegale Giftmülldeponie vermutet.                                                           |                             |                                    |                      |                                       |                 |                                           |
| 5 | Das Mädchen und der Tote    | La jeune fille et le mort          | 18. Feb. 2019        | 14. Juni 2019                         | Julien Despaux  | Sylvie Chanteux & Mathieu Missoffe        |
| Coras Freund Rudy entdeckt, dass Roman im Steinbruch gefangengehalten wird, und befreit ihn für sie. Garnier, die für Gerald spioniert, sucht nach Sirianis Vergangenheit. Während eine blinde Pianistin an einem Klavier im Wald spielt, wurde ihr Verlobter beim Zuhören erschossen. Dieser war ein Escort, den die Schwester der Pianistin für sie bezahlt hatte. Laurène und Nounours werden nachts bei der Suche nach einer Kultstätte des Gottes überfallen.                                                |                             |                                    |                      |                                       |                 |                                           |
| 6 | Heilige Stätte              | Sanctuaire                         | 18. Feb. 2019        | 14. Juni 2019                         | Julien Despaux  | Florent Meyer & Mathieu Missoffe          |
| Laurène und Nounours sind in einer Schlucht gelandet, in der Laurène vor zwanzig Jahren festgehalten worden war. Während Nounours festgeklemmt ist, versucht sie hinauszukommen, um Hilfe zu holen. Dabei erinnert sie sich daran, dass damals noch ein Junge namens Sylvain mit ihr angekettet war. Bertrand verbündet sich mit Siriani gegen seinen Vater. |                             |                                    |                      |                                       |                 |                                           |
| 7 | Wie ein Hund                | Comme un chien                     | 25. Feb. 2019        | 14. Juni 2019                         | Julien Despaux  | Antonin Martin-Hilbert                    |
| Nach ihrer Rettung durch Bertrand liegt Nounours im Krankenhaus im Koma. Während die Saimonios-Nacht, in der laut Mythologie der Gott mit seinen Hunden auf Jagd gehen soll, naht, greifen in der Stadt plötzlich freilaufende Hunde an. Laurène bittet um Verstärkung, doch Colonel Soutard will sie in Wahrheit absetzen. Lea Steiners Vater wird tot aufgefunden und ihr Bruder verdächtigt. Nachdem Bertrand Geralds Verträge in der Stadt aufkündigen lässt, zeigt der ihm die Giftfässer im Steinbruch.     |                             |                                    |                      |                                       |                 |                                           |
| 8 | Schatten und Beute          | L’ombre et les proies              | 25. Feb. 2019        | 14. Juni 2019                         | Julien Despaux  | Mathieu Missoffe                          |
| Bei den Steiners und vielen anderen in der Stadt wurden Hirschgerippe abgelegt. Laurène und Bertrand organisieren eine Suche im Wald nach dem Irren, der sich als den Hirschgott ausgibt. Im Wald erschießt Bertrand seinen Vater und es kommt zu einer Panik, bei der wild herumgeschossen wird, wodurch sechs Menschen sterben. Laurène sieht ein wildes Wesen, das sie für Sylvain hält, von dem sich herausstellt, dass sie mit ihm verwandt ist. Die Kinder von Arduinna sprengen die Anlagen im Steinbruch. |                             |                                    |                      |                                       |                 |                                           |

## Besetzung und Synchronisation
Die deutschsprachige Synchronisation entsteht durch die FFS Film- & Fernseh-Synchron GmbH in München. Die Dialogbücher und die Dialogregie übernahm zur ersten Staffel Cosima Kretz und zur zweiten Johannes Heller.
| Rolle                          | Funktion                          | Darsteller        | Synchronsprecher     |
| Polizeiwache                   | Polizeiwache                      | Polizeiwache      | Polizeiwache         |
| ------------------------------ | --------------------------------- | ----------------- | -------------------- |
| Major Laurène Weiss            | Polizeichefin                     | Suliane Brahim    | Elisabeth von Koch   |
| Martial „Nounours“ 1 Ferrandis | Polizist                          | Hubert Delattre   | Stefan Günther       |
| Louis Hermann                  | Polizist                          | Renaud Rutten     | Claus Brockmeyer     |
| Camille Laugier                | Polizistin in Ausbildung          | Tiphaine Daviot   | Kathrin Hanak        |
| Leila Barami                   | Ärztin/Rechtsmedizinerin          | Naidra Ayadi      | Angela Wiederhut     |
| Franck Siriani                 | Staatsanwalt                      | Laurent Capelluto | Pascal Breuer        |
| Bürger der Stadt               |                                   |                   |                      |
| Bertrand Steiner               | Bürgermeister                     | Samuel Juoy       | Manou Lubowski       |
| Léa Steiner                    | Bertrands Frau                    | Anne Suarez       | Solveig Duda         |
| Gérald Steiner                 | Bertrands Vater                   | Olivier Bonjour   | Thomas Rauscher      |
| Gaspard Bellan                 | Géralds Handlanger                | Dan Herzberg      | Gerd Mayer           |
| Cora Weiss                     | Laurènes Tochter                  | Camille Aguilar   | Alina Freund         |
| Rudy Guérin                    | Coras Freund                      | Thomas Doret      | Manuel Scheuernstuhl |
| Roman Barthélémy               | Bibliothekar, Aktivist            | Théo Costa-Marini | Leonard Hohm         |
| Sabine Hennequin               | Barinhaberin                      | Brigitte Sy       | Angelika Bender      |
| Anna Delambre                  | Barkellnerin                      | Cyrielle Debreuil |                      |
| Paul Méric                     | Feuerwehrmann, Nounors’ Geliebter | Samir Boitard     | Jochen Paletschek    |
| neu in Staffel 2               |                                   |                   |                      |
| Verbeck                        | Historiker                        | Serge Riaboukine  | Andreas Borcherding  |
| Delphine Garnier               | Umweltinspektorin                 | Marina Hands      | Stephanie Kellner    |
| Georges Vachon                 | Campingplatzbetreiber             | Jean-Benoît Ugeux | Matthias Klie        |
| Cernunnos                      | Keltischer Gott                   | Georges Le Moal   |                      |

## Produktion
Die Dreharbeiten zur ersten Staffel fanden ab Juni 2016 in der Gemeinde Gérardmer und den Vogesen statt. Das Département Vosges unterstützte die Produktion mit 60.000 Euro.
Vor der Fernsehausstrahlung wurde die erste Staffel im Februar 2017 beim Filmfestival in Luchon vorgestellt, wo sie mehrere Preise erhielt, sowie bei den Internationalen Filmfestspielen Berlin gezeigt.
Im Mai 2017 zum Finale der französischen Ausstrahlung gab Produzent Vincent Mouluquet bekannt, die zweite Staffel werde bereits geschrieben und die Serie sei von Anfang an auf vier oder fünf Staffeln angelegt.
Prime Video erwarb im November 2017 die exklusiven Rechte, die Serie global außerhalb von Belgien, Dänemark, Luxemburg und den Niederlanden zu streamen, womit sie die erste französische Serie ist, die von der Streamingplattform weltweit veröffentlicht wird.
Im April 2018 wurde wenige Tage vor Beginn der Dreharbeiten die zweite Staffel und die Besetzung einer neuen Hauptfigur durch Marina Hands bekanntgegeben.

## Auszeichnungen
Camerimage 2017:
- Jury Award für den Besten Pilot an Christophe Nuyens (Kameramann)

FIPA 2017:
- FIPA d’Or für Beste Musik an Thomas Couzinier und Frédéric Kooshmanian (Komponisten)

Luchon International Film Festival 2017:
- Bester männlicher Newcomer an Hubert Delattre als Martial Ferrandis
- Beste Regie an Thierry Poiraud und Julien Despaux
- Beste Kamera an Christophe Nuyens

Prix SACD 2017:
- Prix Suzanne Bianchetti an Suliane Brahim als Laurène Weiss

Luchon International Film Festival 2019:
- Beste Kamera an Christophe Nuyens und Brecht Goyvaerts